# Reptile Ride
A Reptile Ride a finn Amoral nevű zenekar harmadik albuma, mely Japánban 2007. augusztus 10-én, a világ többi részén augusztus 15-én jelent meg. A korongról a Leave Your Dead Behind című dalra készült kislemez, illetve videóklip.

## Dalok
1. Leave Your Dead Behind – 5:00
2. Nervasion – 4:27
3. Hang Me High – 3:11
4. Mute – 4:32
5. Few and Far Between – 5:44
6. Snake Skin Saddle – 4:20
7. D-Drop Bop – 3:08
8. Apocalyptic Sci-Fi Fun – 5:39
9. Pusher – 5:44

## Közreműködők
- Ben Varon – gitár
- Silver Ots –  gitár
- Niko Kalliojärvi – ének
- Erkki Silvennoinen - basszusgitár
- Juhana Karlsson – dob